# Lasiosphaeria paucipilis
Lasiosphaeria paucipilis är en svampart som först beskrevs av Mordecai Cubitt Cooke, och fick sitt nu gällande namn av Pier Andrea Saccardo 1883. Lasiosphaeria paucipilis ingår i släktet Lasiosphaeria och familjen Lasiosphaeriaceae.   Inga underarter finns listade i Catalogue of Life.